# 近畿地方環境事務所
近畿地方環境事務所（きんきちほうかんきょうじむしょ）は、大阪市にある環境省の地方支分部局で、近畿地方の2府4県を管轄している。

## 管轄区域
- 滋賀県、京都府、大阪府、兵庫県、奈良県、和歌山県
- 三重県に係る吉野熊野国立公園および国指定大台山系鳥獣保護区の区域[1]
- 鳥取県に係る山陰海岸国立公園の区域[1]

## 組織
- 近畿地方環境事務所（桜ノ宮合同庁舎）
  - 総務課
  - 資源循環課
  - 環境対策課
  - 国立公園課
  - 野生生物課
  - 自然環境整備課

## 管内事務所
- 大阪自然保護官事務所（近畿地方環境事務所内）
- 南大阪自然保護官事務所（大阪府泉南市、関西空港地方合同庁舎）
- 神戸自然保護官事務所（神戸市中央区、神戸地方合同庁舎）
- 竹野自然保護官事務所（兵庫県豊岡市）
- 吉野熊野国立公園管理事務所（和歌山県新宮市）
  - 吉野管理官事務所（奈良県吉野郡吉野町）
  - 田辺管理官事務所（和歌山県田辺市）
- 浦富自然保護官事務所（鳥取県岩美郡岩美町）

## 管内の国立公園
- 吉野熊野国立公園
- 山陰海岸国立公園
- 瀬戸内海国立公園